# Доронята (Кезький район)
Дороня́та (рос. Доронята) — присілок в Кезькому районі Удмуртії, Росія.
Населення — 66 осіб (2010; 97 в 2002).
Національний склад станом на 2002 рік:
- росіяни — 100 %

Урбаноніми:
- вулиці — Доронятська, Лучна

## Відомі особистості
В поселенні народився:
- Сабурова Марфа Єгорівна (1925—1983) — радянська колгоспниця, передовиця.